# Сан-Диниш
Сан-Диниш (порт. São Dinis) — населённый пункт и район в Португалии, входит в округ Вила-Реал. Является составной частью муниципалитета Вила-Реал. По старому административному делению входил в провинцию Траз-уж-Монтиш и Алту-Дору. Входит в экономико-статистический субрегион Доуру, который входит в Северный регион. Население составляет 3870 человек на 2001 год. Занимает площадь 1,46 км².